# Панкратов, Александр Константинович
Алекса́ндр Константи́нович Панкра́тов (10 марта 1917, дер. Абакшино, Вологодская губерния — 24 августа 1941, Новгород) — Герой Советского Союза, младший политрук танковой роты 125-го танкового полка 28-й танковой дивизии. Первым в истории Великой Отечественной войны закрыл своим телом вражеский пулемёт; впоследствии символом этого стал подвиг Александра Матросова.

## Биография
Родился в 1917 году в деревне Абакшино (ныне — Вологодский район Вологодской области). В семье, кроме него, воспитывалось ещё трое детей. В 1919 году лишился отца (погибшего в гражданской войне). С отличием окончил Ракулевскую начальную школу, а затем — Агафоновскую школу рабочей молодёжи.
В октябре 1931 года для продолжения учёбы отправился в Вологду и поступил в 7-й класс, одновременно учился на электромонтёра. В 1934 году окончил школу фабрично-заводского ученичества при заводе «Северный коммунар» по специальности — токарь по металлу, работал на этом же заводе учеником токаря. С января 1933 года устроился токарем по металлу в пожарно-комплектовочный цех Вологодского паровозоремонтного завода. Стахановец, член кружка ОСОАВИАХИМа. С октября 1936 года по октябрь 1938 года — мастер токарно-механического цеха Вологодского паровозоремонтного завода.
С 1937 года — член ВЛКСМ.
8 октября 1938 года призван в Красную Армию, направлен в Смоленск, в 32-й учебный батальон 21-й танковой бригады. Через некоторое время стал секретарём комсомольской организации роты. Интересом к учёбе обратил на себя внимание командования и в августе 1939 года направлен на курсы младших политруков Белорусского военного округа в Гомеле.
Показав себя с наилучшей стороны, как один из наиболее способных в январе 1940 года направлен в Смоленское военно-политическое училище. 
В апреле 1940 года вступил в ВКП(б). 18 января 1941 года окончил училище с воинским званием «младший политрук» и был назначен заместителем командира танковой роты по политчасти в 10-й легкотанковой бригаде Прибалтийского особого военного округа.
Воевал с первых дней Великой Отечественной войны. Боевое крещение принял под Шяуляем с 23 по 27 июня 1941 года. 
Участвовал в вылазках в тыл врага, засадах на наступавшие немецкие подразделения. В бою за село Спас-Нередица возглавил атаку роты. В боях за оборону Новгородa в августе 1941-го воевал в составе 28-й танковой дивизии под командованием полковника И. Д. Черняховского.
Плацдармом для тяжёлых боёв, кроме самого города, стал отдельно стоящий на правом берегу Волхова Кириллов монастырь. Высокие монастырские постройки служили удобной точкой для корректировки огня по позициям Красной Армии.
В ночь с 24 на 25 августа 1941 года 125-й танковый полк предпринял скрытую атаку на монастырь с переправой через реку Малый Волховец. Однако немецкая сторона была готова к этому и встретила красноармейцев плотной обороной. Командир танковой роты лейтенант Платонов был убит, атака прекратилась. Младшему политруку Панкратову удалось ползком добраться до вражеского пулемёта. С помощью нескольких гранат он попытался уничтожить огневую точку, но попытка оказалась неудачной — через какое-то время пулемёт возобновил стрельбу. Продвижение солдат под шквальным огнём без больших потерь было невозможно. Тогда политрук Панкратов рванулся к вражескому пулемёту и закрыл его собой. Это позволило получить бойцам несколько секунд для решающего броска. Рота, поднявшись в атаку, сумела ворваться в Кириллов монастырь и захватить его.
Подвиг Панкратова стал первым подвигом такого рода в истории Великой Отечественной войны, однако длительное время считалось, что первым героем, совершившим подобное самопожертвование, стал 27 февраля 1943 года Александр Матросов.
Указом Президиума Верховного Совета СССР «О присвоении звания Героя Советского Союза начальствующему составу Красной Армии» от 16 марта 1942 года за «образцовое выполнение боевых заданий командования и проявленные при этом отвагу и геройство» удостоен посмертно звания Героя Советского Союза. 
Сегодня известно, что аналогичный подвиг в войну совершили около 300 человек, из них 45 — до Александра Матросова.

## Награды
- Герой Советского Союза[3] (16 марта 1942 года, посмертно)
- Орден Ленина (16 марта 1942 года, посмертно)

## Память
- Великий Новгород. На западном берегу реки Малый Волховец, в нескольких метрах от Синего моста 19 ноября 1965 года был сооружён памятник. На гранитном камне высечены звезда Героя и слова: «Стала вечною славой мгновенная смерть. Герою Советского Союза младшему политруку Панкратову Александру Константиновичу, закрывшему своим телом вражеский пулемёт 24 августа 1941 года в боях за Новгород»[5].
- Великий Новгород. 29 апреля 1965 года одна из самых протяжённых улиц города (2,5 км) была названа именем Александра Панкратова. На ней же установлена мемориальная доска.
- В 1970 году было принято решение о присвоении лучшим производственным коллективам промышленных предприятий Новгорода почётного наименования в честь Героев Советского Союза, участвовавших в защите города. По результатам социалистического соревнования бригада слесарей-сборщиков цеха № 1 производственного объединения "Волна" получила звание "имени Героя Советского Союза Александра Панкратова"[6]
- Великий Новгород. Сквер им. А. Панкратова
- Вологда. На улице Панкратова[3] находится дом с памятной доской, на которой изображён барельеф героя.
- Вологда. Стела с надписью: «Здесь учился Герой Советского Союза Александр Константинович Панкратов». Находится перед зданием бывшей школы ФЗУ на улице Чернышевского, где сегодня находится музей профтехобразования.
- В механическом цехе Вологодского ПВРЗ, где работал А. К. Панкратов, была установлена мемориальная доска.
- Именем героя был назван корабль Ленинградского речного пароходства.
- В Новгороде и Вологде были учреждены спортивные призы имени А. К. Панкратова.
- Вологда. Именем героя названа среднеобразовательная школа в поселке Майский